# Maison Jason Russell
La maison Jason Russell (en anglais : Jason Russell House) est une ancienne maison d'habitation, site de la guerre d'indépendance des États-Unis et désormais musée situé à Arlington dans le Massachusetts, aux États-Unis.
Le bâtiment a été le théâtre d'un des échanges de tirs le plus meurtriers des batailles de Lexington et Concord en 1775.
Le nom de la maison provient de Jason Russell (1716–1775), un fermier.
La maison est ouverte comme musée et gérée par la Lexington Historical Society qui l'a acheté en 1923 et l'a restaurée en 1926. Le bâtiment est aussi inscrit au Registre national des lieux historiques

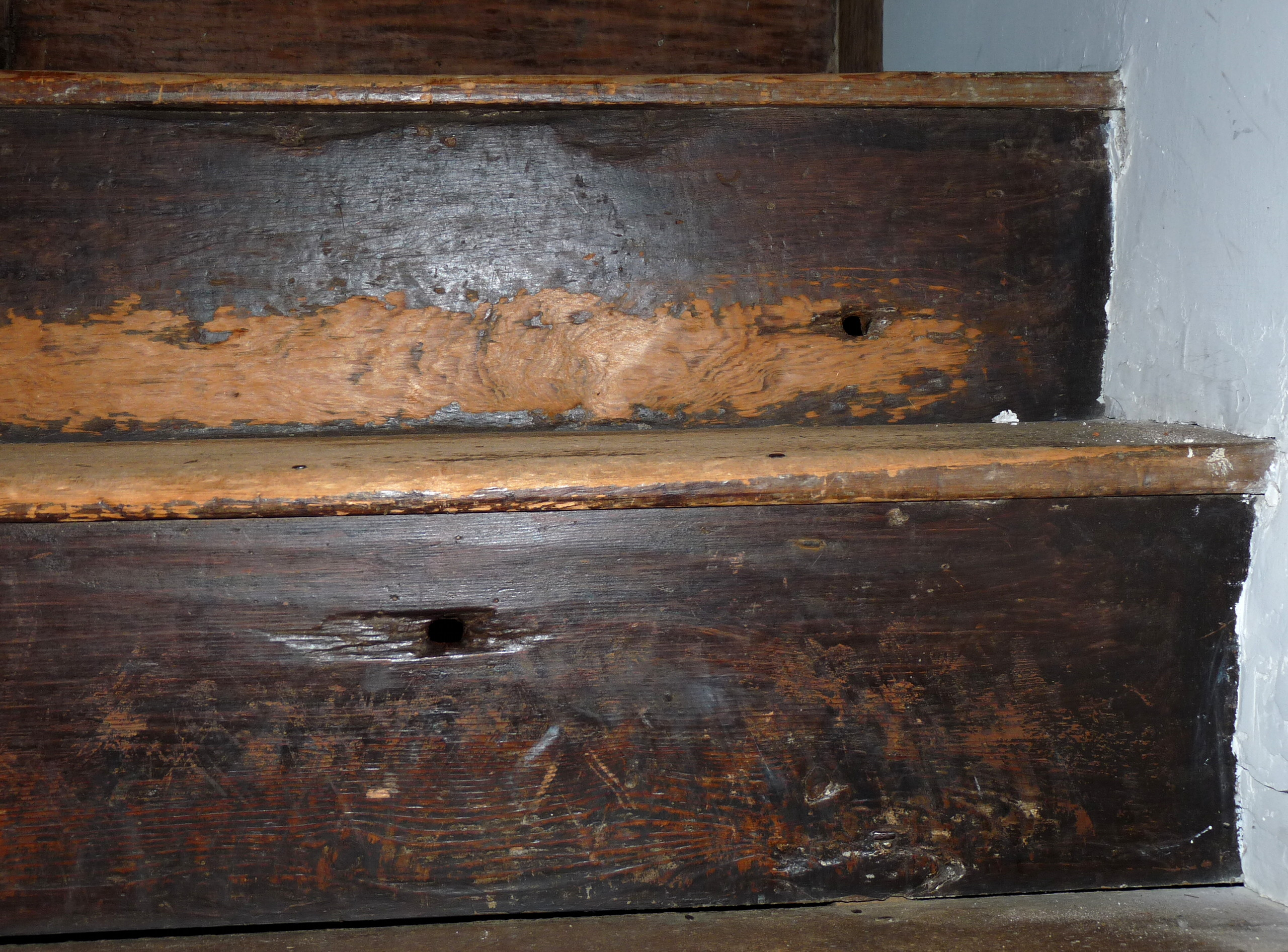
Impacts de balles dans l'escalier de la maison.